# Рашеєва Дар'я Миколаївна
Дарія Миколаївна Рашеєва (нар. 25 березня1971) — українська акторка.

## Життєпис
Народилась 25 березня 1974 року в родині кінорежисера М. Г. Рашеєва.
Закінчила Київський державний інститут театрального мистецтва ім. І. Карпенка-Карого (1997).
Член Національної Спілки кінематографістів України.

## Фільмографія
Знялась у фільмах:
- «Пам'ятай» (1990, епізод)
- «Не стріляйте в мене, будь ласка» (1991)
- «Грішниця у масці» (1993)
- «Записки кирпатого Мефістофеля» (1994, епізод)
- «Очікуючи вантаж на рейді Фучжоу біля пагоди» (1994, Катерина)
- «День народження Буржуя — 2» (2001, т/с, епізод)
- «Марш Турецького» (2002, т/с, 3 сезон, фільм 5, Ксенія)
- «Головний калібр» (2006, т/с, епізод)
- «Брудна робота» (2009, т/с, епізод)
- «Особисте життя слідчого Савельєва» (2012, т/с, епізод)

Кастинг-директор російських кінострічок:
- «Лев Яшин. Воротар моєї мрії» (2019, у співавт.)
- «Рецепти сімейного щастя» (2019, т/с, у співавт.)
- «Шинед О'Коннор» (2021, у співавт., у виробництві)